# Progresso Associação do Sambizanga
Progresso Associação do Sambizanga is een Angolese voetbalclub uit de hoofdstad Luanda. De club komt uit in de Girabola, de hoogste voetbaldivisie van Angola.

## Erelijst
- Beker van Angola

Winnaars (1) : 1996

### CAF-competities
- CAF Beker der Bekerwinnaars: 1 deelname

1997 - Eerste ronde
 FC 105 Libreville 1-0, 2-0

## Trainers
- Kidumo Pedro 1989-1990
- Joaquim Dinis 1996
- Salviano Magalhães jan - jul 2001
- Napoleão Brandão jul 2001 - apr 2003
- Arnaldo Gamonal apr 2003
- José Alberto Torres 2004
- José Ferraz 2005
- Luís Mariano 2006
- João Machado 2007
- Ndunguidi Daniel jan - aug 2009
- João Imanga "Janguelito" aug 2009
- Drasko Stojiljković jul 2010 - mei 2011
- Jan Brouwer mei - nov 2011
- David Dias jan 2012 - nov 2013
- Lúcio Antunes dec 2013 - nov 2014
- Mário Calado dec 2014 - apr 2015
- Albano César apr 2015-